# 두 낫 디스터브 (2012년 영화)
《두 낫 디스터브》(Do Not Disturb)는 프랑스에서 제작된 이반 아탈 감독의 2012년 코미디 영화이다. 아시아 아르젠토 등이 주연으로 출연하였다.

## 출연

### 주연
- 아시아 아르젠토
- 이반 아탈
- 프랑수아 클루제

### 조연
- 레티샤 카스타
- 샤를로뜨 갱스부르
- 조이 스타르

## 기타
- 미술: 티에리 프랑수아
- 배역: 피에르자크 베니슈